# Torymus cecidomyae
Torymus cecidomyae är en stekelart som först beskrevs av Walker 1844.  Torymus cecidomyae ingår i släktet Torymus och familjen gallglanssteklar. Inga underarter finns listade i Catalogue of Life.